# Synagogue de Struth
Cette synagogue est un monument historique situé à Struth, dans le département français du Bas-Rhin.

## Localisation
Ce bâtiment est situé à Struth, dans la rue principale.

## Historique
La synagogue a été construite en 1836 et le chevet polygonal ajouté en 1903.
Le dernier office régulier a été célébré en 1969.
L'édifice fait l'objet d'une inscription au titre des monuments historiques depuis 1987.